# Olympische Sommerspiele 1968/Teilnehmer (Kolumbien)
| Gelbes Symbol für Goldmedaillen mit stilisierten Olympischen Ringen | Graues Symbol für Silbermedaillen mit stilisierten Olympischen Ringen | Braundes Symbol für Bronzemedaillen mit stilisierten Olympischen Ringen |
| ------------------------------------------------------------------- | --------------------------------------------------------------------- | ----------------------------------------------------------------------- |
| —                                                                   | —                                                                     | —                                                                       |

Kolumbien nahm an den Olympischen Sommerspielen 1968 in Mexiko-Stadt mit einer Delegation von 43 Athleten (38 Männer und 5 Frauen) an 33 Wettkämpfen in fünf Sportarten teil. Ein Medaillengewinn gelang keinem der Athleten.

## Teilnehmer nach Sportarten

### Fußball
- in der Gruppenphase ausgeschieden
Ramiro Viáfara
Javier Tamayo
Luis Soto
Gustavo Santa
Otoniel Quintana
Joaquín Pardo
Pedro Ospina
Norman Ortiz
Óscar Muñoz
Fabio Mosquera
Decio López
Alfonso Jaramillo
Gabriel Hernández
German González
Alfonso Escobar
Gabriel Berdugo
Alfredo Arango

### Leichtathletik
- Jimmy Sierra
100 m: im Vorlauf ausgeschieden

- Pedro Grajales
200 m: im Viertelfinale ausgeschieden
400 m: im Viertelfinale ausgeschieden

- Álvaro Mejía
10.000 m: 10. Platz

- Hernando Arrechea
110 m Hürden: im Vorlauf ausgeschieden

### Radsport
- Martín Emilio Rodríguez
Straßenrennen: 9. Platz
Bahn 4000 m Einerverfolgung: 9. Platz
Bahn 4000 m Mannschaftsverfolgung: im Vorlauf ausgeschieden

- Álvaro Pachón Morales
Straßenrennen: 15. Platz

- Pedro Sánchez
Straßenrennen: 30. Platz

- Miguel Samacá
Straßenrennen: Rennen nicht beendet

- Héctor Urrego
Bahn Sprint: im Vorlauf ausgeschieden

- José Jaime Galeano
Bahn Sprint: im Vorlauf ausgeschieden

- Jorge Hernández
Bahn 1000 m Zeitfahren: 25. Platz

- Mario Vanegas
Bahn 4000 m Mannschaftsverfolgung: im Vorlauf ausgeschieden

- Luis Saldarriaga
Bahn 4000 m Mannschaftsverfolgung: im Vorlauf ausgeschieden

- Severo Hernández
Bahn 4000 m Mannschaftsverfolgung: im Vorlauf ausgeschieden

### Schwimmen
Männer
- Federico Sicard
100 m Freistil: im Vorlauf ausgeschieden
200 m Freistil: im Vorlauf ausgeschieden
4-mal-100-Meter-Freistil-Staffel: im Vorlauf ausgeschieden
4-mal-200-Meter-Freistil-Staffel: im Vorlauf ausgeschieden

- Ricardo González
100 m Freistil: im Vorlauf ausgeschieden
200 m Freistil: im Vorlauf ausgeschieden
4-mal-100-Meter-Freistil-Staffel: im Vorlauf ausgeschieden
4-mal-200-Meter-Freistil-Staffel: im Vorlauf ausgeschieden

- Julio Arango
200 m Freistil: im Vorlauf ausgeschieden
400 m Freistil: im Vorlauf ausgeschieden
1500 m Freistil: im Vorlauf ausgeschieden
4-mal-100-Meter-Freistil-Staffel: im Vorlauf ausgeschieden
4-mal-200-Meter-Freistil-Staffel: im Vorlauf ausgeschieden

- Tomas Becerra
100 m Schmetterling: im Vorlauf ausgeschieden
200 m Schmetterling: im Vorlauf ausgeschieden
400 m Lagen: im Vorlauf ausgeschieden
4-mal-100-Meter-Freistil-Staffel: im Vorlauf ausgeschieden
4-mal-200-Meter-Freistil-Staffel: im Vorlauf ausgeschieden

- Ivan Gomina
100 m Brust: im Vorlauf ausgeschieden
200 m Brust: im Vorlauf ausgeschieden

Frauen
- Patricia Olano
400 m Lagen: im Vorlauf ausgeschieden
100 m Freistil: im Vorlauf ausgeschieden
200 m Freistil: im Vorlauf ausgeschieden
400 m Freistil: im Vorlauf ausgeschieden
800 m Freistil: im Vorlauf ausgeschieden

- Olga de Angulo
200 m Lagen: im Vorlauf ausgeschieden
400 m Lagen: im Vorlauf ausgeschieden
400 m Freistil: im Vorlauf ausgeschieden
800 m Freistil: im Vorlauf ausgeschieden

- Carmen Gómez
100 m Schmetterling: im Vorlauf ausgeschieden
200 m Schmetterling: im Vorlauf ausgeschieden

- Nelly Syro
200 m Lagen: im Vorlauf ausgeschieden
400 m Lagen: im Vorlauf ausgeschieden

### Wasserspringen
Männer
- Salim Barjum
3 m Kunstspringen: 24. Platz

- Diego Henao
10 m Turmspringen: 32. Platz

Frauen
- Martha Manzano
3 m Kunstspringen: 22. Platz